# Најбоља ствар која се икад могла догодити
Најбоља ствар која се икад могла догодити (енгл. The Best Thing That Ever Could Have Happened) је јубиларна стота епизода серије Очајне домаћице у продукцији Еј-Би-Сија. То је уједно и тринаеста епизода петог серијала која је премијерно приказана 18. јануара 2009. године у Сједињеним Америчким Државама. Радио Телевизија Србије најавила је да ће премијерно приказивати целу пету сезону.

## Синопсис
| „                        | Илај Скрагс био је најбољи од свих мајстора. Можете питати било кога од његових муштерија, и они би вам рекли да није било тога што он није знао поправити. Било да се ради о поломљеној вази... славини што цури... или о дрмавом држачу. Илај је увек знао како да добро обави посао. Али нажалост, човек који је поправио толико пуно ствари за становнике улице Вистирија Лејн ће управо да им сломи срце. | ” |
| — монолог Мери Алис Јанг | |   |

Илај Скрагс завршава свој последњи посао у Вистирија Лејну. Сазнаје да има срчаних проблема и одлучује да оде у пензију, али пре тога поправиће Сузанин кров. Сазнавши да одлази, Керин Меклевски љутито говори Илају да јој је требало десет година да се навикне на њега и да ће јој долазак новог мајстора тешко пасти. Захваљује му се на десетогодишњој помоћи, критикујући га што не жели да се поздрави са осталим комшилуком, одлазећи у тишини. Госпођа Меклевски поздравља Илајна говорећи му како ће јој недостајати и да више неће бити мајстора као што је он. Илај се враћа да доврши поправку крова и у том тренутку доживљава срчани удар и умире. Готово сат времена након тога становници Вистирија Лејна схватају да је човек на крову мртав. Вест о смрти омиљеног мајстора брзо се прочула и тек после два дана Габријела, Линет, Бри и Иди сватили су колико је ова трагедија утицала на њих. На партији покера почеле су да се присећају колико је Илај био важан у њиховим животима.
Габријела Солис присећа се свог првог сусрета са Илајем. У тренутку када јој је Карлос поклонио Џим Ћуз ципеле схватила је да тиме жели да се искупи за његово одсуство и поновно пословно путовање. Габријела изражава незадовољство што је напустила гламурозни начин живота и велики град, зарад куће у предграђу. Илај који код Габријеле поправља кухињску славину саветује је да се спријатељи са комшиницама и да би са њима могла заједно да одигра партију покера. Габријела прихвата савет и у својој кући организује игру. У тренутку када Линет, Мери, Сузан и Бри долазе у вилу Солис, служавка их упозорава на предстојећи наступ који Габријела спрема. Током целе партије покера, говори само о свом гламурозном начину живота не показавши интересовање за приче осталих. После неког времена Илај поново посећује Габријелу и говори јој како није оставила добар утисак на остале и да би морала да се промени. После неколико дана, одлази са корпом колача код Линет и затиче комшинице како играју покер. Не замера им што је нису позвале и извињава им се због неучтивог понашања. Габријела саопшава Сузан како су јој пријатељице потребне јер је врло усамљена.